# Élection gouvernorale de septembre 2018 dans le kraï du Primorié
L'élection gouvernorale dans le kraï du Primorié de septembre 2018 se tient les 9 septembre 2015 et 16 septembre 2015. Au premier tour, organisé le 9 septembre, lors des infranationales russes, aucun des candidats n'a obtenu la majorité absolue. Les candidats au second tour, prévu le 16 septembre, étaient le gouverneur par intérim Andreï Tarassenko, nommé par Russie unie, et Andreï Ichtchenko, nommé par le Parti communiste.  
Le second tour des élections a fait l'objet de protestations publiques en raison d'incohérences perçues dans le décompte des voix. Pendant la majeure partie du décompte, Ichtchenko était en tête avec une marge d'environ 5 %. Cependant, après le décompte de 95 % des voix, Tarassenko a commencé à gagner du terrain. À 99%, il avait pris une avance sur Ichtchenko.  Les résultats finaux officiels indiquaient que Tarassenko avait gagné avec 49,55 % des voix contre 48,06 % pour Ichtchenko, soit une marge de 7 650 voix.
Le changement soudain des résultats a déclenché des accusations de fraude électorale et la Commission électorale centrale de la fédération de Russie a envoyé des représentants dans le kraï du Primorié pour examiner la situation. Le 19 septembre, ils ont recommandé l'invalidation des résultats des élections.  Le 20 septembre, la Commission électorale régionale a suivi cette recommandation et a officiellement invalidé les résultats, conduisant à la tenue de nouvelles élections en décembre.  

## Contexte
Les précédentes élections de gouverneur dans le kraï du Primorié ont eu lieu le 14 septembre 2014, Vladimir Miklouchevski a été élu gouverneur. Le 4 octobre 2017, il a démissionné et le président russe Vladimir Poutine a nommé Andreï Tarassenko gouverneur par intérim,. 
Trois mois avant ces élections, en juin 2018, le gouvernement russe a annoncé une réforme très impopulaire des retraites, qui suppose un relèvement progressif de l'âge de la retraite de cinq ans. La réforme prévue a provoqué des protestations dans tout le pays. C'est pour cette raison que les élections se sont déroulées dans un contexte d'aversion à l'égard du parti gouvernemental Russie unie (qui était le seul parti au parlement à soutenir la réforme) et des opposants ayant souteny le gouvernement lors de la réforme.
Au second tour, les forces anti-réforme se sont regroupées autour d’Ichtchenko en tant que personne n’appartenant pas à ce parti. Ainsi, bien que Tasrasenko ait remporté sans équivoque le premier tour, Ichtchenko a réussi à obtenir un nombre comparable de voix au second tour.

## Système électoral
Le gouverneur est élu au scrutin uninominal majoritaire à deux tours pour un mandat de cinq ans. Est déclaré élu le candidat ayant recueilli la majorité absolue au premier tour. À défaut, les deux candidats arrivés en tête s'affrontent au second tour, et celui recueillant le plus de voix l'emporte. 
Dans le kraï, les candidats ne peuvent être nommés que par des partis politiques enregistrés. Le candidat à la tête de la république doit être citoyen russe et âgé d'au moins 30 ans. Les candidats à la tête ne doivent pas avoir de citoyenneté étrangère ni de permis de séjour. Les candidats présentent également 3 candidatures au Conseil de la fédération et le vainqueur de l'élection nomme plus tard l'un des candidats présentés. 

## Candidats en lice
Cinq candidats étaient inscrits pour participer à l'élection 
| Candidat | Candidat | Candidat            | Parti                   | Qualité                                               |
| -------- | -------- | ------------------- | ----------------------- | ----------------------------------------------------- |
|          |          | Andreï Andreïchenko | Parti libéral-démocrate | Membre de la Douma d'État                             |
|          |          | Andreï Ichtchenko   | Parti communiste        | Membre de l'Assemblée législative du kraï du Primorié |
|          |          | Alekseï Kozitski    | Russie juste            | Membre de l'Assemblée législative du kraï du Primorié |
|          |          | Andreï Tarassenko   | Russie unie             | Gouverneur par intérim sortant                        |
|          |          | Ioulia Tolmatcheva  | Parti des retraités     | Membre de l'Assemblée législative du kraï du Primorié |

## Résultats
| Candidats                | Candidats                | Partis                   | Premier tour | Premier tour | Second tour | Second tour |
| Candidats                | Candidats                | Partis                   | Voix         | %            | Voix        | %           |
| ------------------------ | ------------------------ | ------------------------ | ------------ | ------------ | ----------- | ----------- |
|                          | Sergueï Levtchenko       | KPRF                     | 206 300      | 46.56        | 253 200     | 49.55       |
|                          | Sergueï Ierochtchenko    | Russie unie              | 109 129      | 24.63        | 245 550     | 48.06       |
|                          | Ioulia Tolmatcheva       | RPPSS                    | 47 832       | 10,80        |             |             |
|                          | Oleg Kouznetsov          | LDPR                     | 41 066       | 9.27         |             |             |
|                          | Larissa Iegorova         | SRZP                     | 21 416       | 4,83         |             |             |
|                          |                          |                          |              |              |             |             |
| Suffrages exprimés       | Suffrages exprimés       | Suffrages exprimés       | 425 743      | 96.09        | 498 750     | 97.61       |
| Votes nuls               | Votes nuls               | Votes nuls               | 17 306       | 3,91         | 12 198      | 2,39        |
| Total                    | Total                    | Total                    | 443 049      | 100          | 510 948     | 100         |
| Abstention               | Abstention               | Abstention               | 1 022 489    | 69,77        | 931 380     | 64,58       |
| Inscrits / participation | Inscrits / participation | Inscrits / participation | 1 465 538    | 30.23        | 1 442 328   | 35.42       |

## Fraude électorale

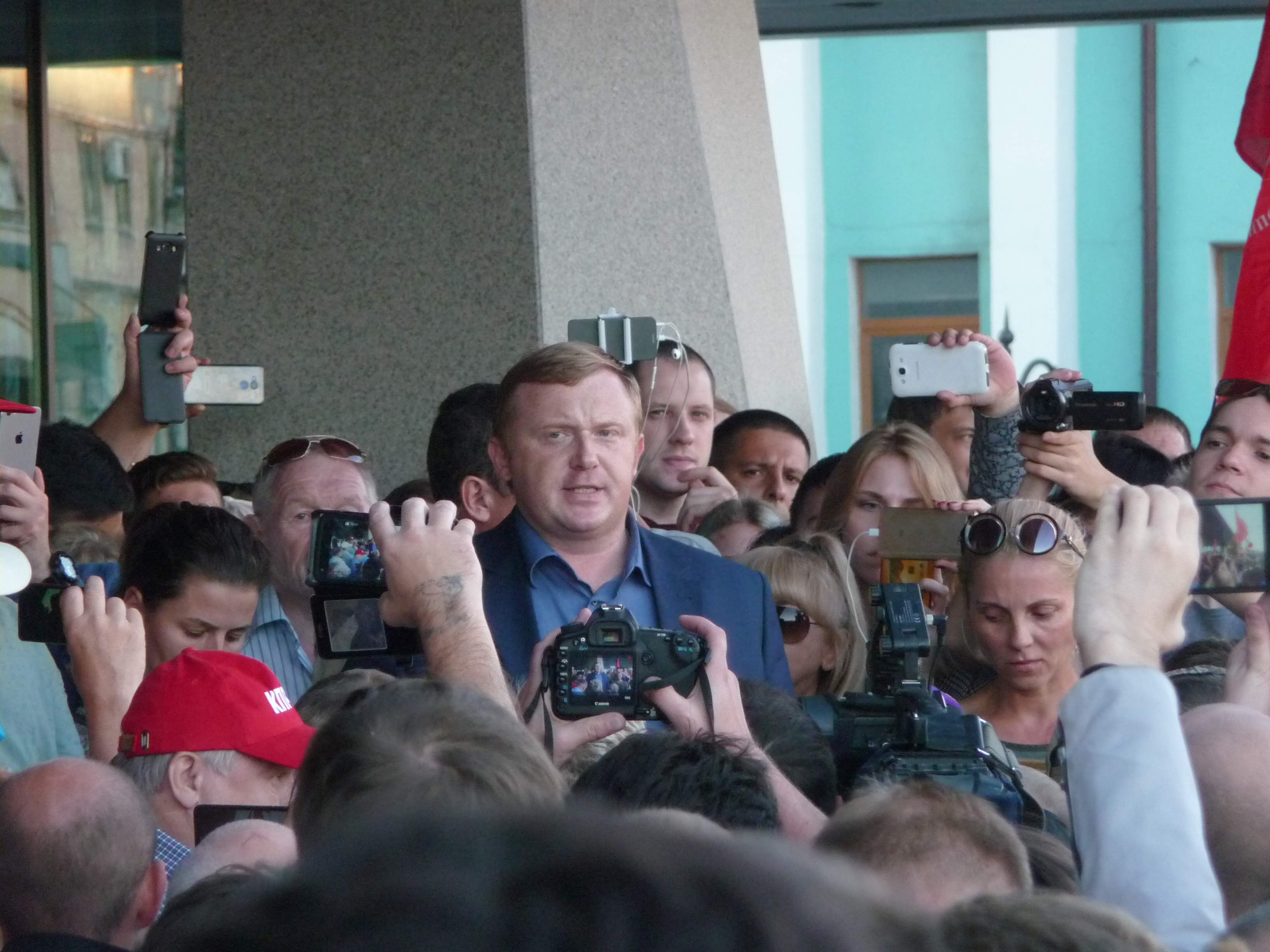
Andreï Ichtchenko lors d'un rassemblement contre la manipulation des résultats des élections près du bâtiment du gouvernement du kraï.

Après avoir dépouillé 95% des votes du second tour, le candidat du parti communiste Ichtchenko a gagné avec une marge significative — 51,6% contre 45,8%. Après traitement de 99% des votes, le ratio a changé en faveur du gouverneur par intérim Andreï Tarassenko — 49,02% contre 48,56%. En particulier, selon le site Internet de la Commission électorale centrale, si l'on compare les résultats après traitement de 98,77 % des votes et après traitement de 99,03 % des votes, les résultats d'Ichtchenko ont chuté de 5 voix et Tarassenko a augmenté de 13 595 voix,. 
Les représentants du parti communiste ont annoncé une fraude massive en faveur de Tarassenko lors du décompte des voix. Andreï Ichtchenkoa déclaré des falsifications dans les villes de Vladivostok, Artiom, Nakhodka et Oussouriïsk et a entamé une grève de la faim. En outre, 13 votes étaient toujours en attente et non publiés dans l'un des arrondissements de Vladivostok. À son tour, le siège électoral d'Andreï Tarassenko a accusé ses rivaux de corruption des électeurs,,. 
Dans la nuit qui a suivi les élections, lors du dépouillement des votes à la Commission électorale territoriale de l'arrondissements soviétique de Vladivostok (elle est située dans le bâtiment de l'administration du district), les pompiers sont entrés par effraction et l'alarme s'est déclenchée. Ils ont exigé que les membres de la commission électorale et les observateurs quittent le bureau de vote. Dans le même temps, il n'y avait aucune fumée ni aucune autre trace d'incendie dans le bâtiment. Les membres de la commission électorale ont été contraints de quitter le bâtiment, laissant derrière eux les documents électoraux. Par la suite, le 18 septembre, la Commission électorale régionale a annulé les résultats du vote dans 12 bureaux de vote relevant de la Commission électorale territoriale de l'arrondissement soviétique.  Une situation similaire s'est développée dans d'autres villes du Primorié. Par exemple, le bâtiment de la Commission électorale territoriale de l'okroug urbain d'Oussouriïsk a été bouclé par des policiers. Lorsque le député de l'Assemblée législative du kraï du Primorié Anatoly Dolgatchev et le membre de la Douma d'Etat Iouri Afonine ont tenté d'y arriver, on leur a dit que c'était impossible, car "la serrure est cassée". 

## Annulation des résultats
Le 17 septembre, la présidente de la Commission électorale centrale (CEC), Ella Pamfilova, a demandé aux candidats de fournir à la CEC des documents sur d'éventuelles violations et a déclaré que les résultats de l'élection ne seraient pas approuvés tant que la CEC n'aurait pas examiné toutes les plaintes. 
Le 19 septembre, une commission spéciale de la CEC s'est rendue dans le kraï du Primorié pour vérifier les plaintes concernant des violations lors des élections. 
L'élection du gouverneur relevant de la compétence de la Commission électorale régionale (REC), la Commission électorale centrale ne peut pas les influencer, mais elle peut faire des recommandations à la REC. Le 19 septembre, la CEC a recommandé à l'unanimité de reconnaître invalides les résultats de l'élection du gouverneur à la REC,.  La décision finale d'annulation a donc été prise par la REC le 20 septembre. 